# 1979-es magyar atlétikai bajnokság
Az 1979-es magyar atlétikai bajnokság a 84. bajnokság volt. Megszűnt a férfi és a női futó csapatverseny. Újra megrendezték a kis mezei futást és a csapatversenyt is.

## Helyszínek
- mezei bajnokság: április 1., Dunakeszi
- 50 km-es gyaloglás: július 15., Ajka
- maraton: július 21., Szeged, Széchenyi tér – Sándorfalva – Szeged, Széchenyi tér
- 20 km-es gyaloglás: július 29., Szolnok, Tiszaliget
- pályabajnokság: július 26–29., Népstadion
- váltóbajnokság: október 15–16., Népstadion

## Szabadtéri bajnokság

### Férfiak
| Versenyszám            | Arany                                                                     | Arany      | Ezüst                                                                  | Ezüst     | Bronz                                                                        | Bronz     |
| ---------------------- | ------------------------------------------------------------------------- | ---------- | ---------------------------------------------------------------------- | --------- | ---------------------------------------------------------------------------- | --------- |
| 100 m                  | Tatár István Bp. Honvéd                                                   | 10,55      | Kiss Ferenc Csepel SC                                                  | 10,61     | Nagy István Hevesi SE                                                        | 10,68     |
| 200 m                  | Tatár István Bp. Honvéd                                                   | 21,37      | Kiss Ferenc Csepel SC                                                  | 21,44     | Babály László Debreceni MVSC                                                 | 21,52     |
| 400 m                  | Paróczai András Szolnoki MÁV MTE                                          | 47,03      | Magyar Gyula Bp. Honvéd                                                | 47,62     | Hornyacsek Nándor Újpesti DózsaSzalai József Szolnoki MÁV MTE                | 47,63     |
| 800 m                  | Paróczai András Szolnoki MÁV MTE                                          | 1:48,9     | Ötvös Imre Ferencvárosi TC                                             | 1:49,7    | Zsinka András Újpesti Dózsa                                                  | 1:50,0    |
| 1500 m                 | Hrenek János Ferencvárosi TC                                              | 3:43,2     | Laposa Ferenc Tatabányai Bányász                                       | 3:43,7    | Ötvös Imre Ferencvárosi TC                                                   | 3:43,9    |
| 5000 m                 | Tóth László Bp. Honvéd                                                    | 14:06,4    | Laposa Ferenc Tatabányai Bányász                                       | 14:07,0   | Mohácsi Péter MTK-VM                                                         | 14:07,3   |
| 10 000 m               | Golács Miklós Ferencvárosi TC                                             | 29:05,0    | Fancsali András Újpesti Dózsa                                          | 29:09,2   | Török János SZEOL AK                                                         | 29:18,9   |
| 4 × 100 m              | Mészáros László Magyar Gyula Bagyura József Tatár István Bp. Honvéd       | 40,93      | Nagy Miklós Babály László Nagy Tibor Bodó Béla Debreceni MVSC          | 41,47     | Sárközi András Galántai Sándor Gyarmati Menyhért Gresa Lajos Ferencvárosi TC | 41,91     |
| 4 × 200 m              | Tatár István Bagyura József Magyar Gyula Mészáros László Bp. Honvéd       | 1:26,17    | Bakos György Hornyacsek Nándor Árva István Takács István Újpesti Dózsa | 1:27,57   | Bankó Pál Szabó János Laklia Pál Fóris László SZEOL AK                       | 1:27,66   |
| 4 × 400 m              | Bakos György Újhelyi Sándor Takács István Hornyacsek Nándor Újpesti Dózsa | 3:10,49    | Bankó Pál Kónya Mihály Laklia Pál Fóris László SZEOL AK                | 3:10,58   | Nagy Miklós Szántó Tamás Lovas Miklós Nagy Tibor Debreceni MVSC              | 3:15,15   |
| 4 × 800 m              | Hrenek János Deák Nagy Imre Ötvös Imre Golács Miklós Ferencvárosi TC      | 7:27,4     | Tóth László Lajkó István Orosz József Sándor János Bp. Honvéd          | 7:34,6    | Zöld László Zsédely László Molnár Gábor Laposa Ferenc Tatabányai Bányász     | 7:35,1    |
| 4 × 1500 m             | Hrenek János Ötvös Imre Golács Miklós Deák Nagy Imre Ferencvárosi TC      | 15:32,3    | Papp János Kocsis László Fekete Tibor Szeleczky József Diósgyőri VTK   | 16:00,7   | Tóth László Lajkó István Orosz József Gonda Tibor Bp. Honvéd                 | 16:00,8   |
| 110 m gát              | Bartha Attila BEAC                                                        | 14,13      | Bodó Béla Debreceni MVSC                                               | 14,40     | Bakos György Újpesti Dózsa                                                   | 14,57     |
| 400 m gát              | Szalai József Szolnoki MÁV MTE                                            | 51,12      | Takács József Diósgyőri VTK                                            | 51,98     | Simon Balla István Dunaújvárosi Kohász                                       | 52,15     |
| 3000 m akadály         | Markó Gábor Bp. Honvéd                                                    | 8:40,96    | Kocsis László Diósgyőri VTK                                            | 8:41,66   | Mester Miklós Debreceni MVSC                                                 | 8:42,58   |
| 20 km gyaloglás        | Szálas János Bp. Honvéd                                                   | 1:26:03,6  | Stankovics Imre BEAC                                                   | 1:28:22,2 | Domján Miklós Haladás                                                        | 1:32:20,0 |
| 50 km gyaloglás        | Sátor László Bp. Honvéd                                                   | 4:13:50,0  | Dalmati János Bp. Honvéd                                               | 4:15:10   | Ruttkai Zoltán MTK-VM                                                        | 4:30:27   |
| magasugrás             | Széles István Bp. Honvéd                                                  | 218 cm     | Gibicsár István Egri TK                                                | 218 cm    | Major István Bp. Honvéd                                                      | 218 cm    |
| távolugrás             | Bakosi Béla Nyíregyházi VSSC                                              | 788 cm     | Kövesi Tibor Csepel SC                                                 | 774 cm    | Szalma László TFSE                                                           | 769 cm    |
| hármasugrás            | Bakosi Béla Nyíregyházi VSSC                                              | 16,67 m    | Katona Gábor Bp. Honvéd                                                | 16,15 m   | Paál László MAFC                                                             | 15,98 m   |
| rúdugrás               | Franke László Bp. Honvéd                                                  | 510 cm     | Makó Ernő Bp. Spartacus                                                | 490 cm    | Novobáczky József TFSE                                                       | 480 cm    |
| súlylökés              | Szabó László Videoton                                                     | 18,81 m    | Kácsor István Gödöllői EAC                                             | 18,35 m   | Várkonyi Gábor MTK-VM                                                        | 18,04 m   |
| diszkoszvetés          | Fejér Géza Bp. Honvéd                                                     | 61,72 m    | Faragó János Diósgyőri VTK                                             | 60,86 m   | Szauer Pál BVSC                                                              | 59,66 m   |
| gerelyhajítás          | Paragi Ferenc Csepel SC                                                   | 86,54 m    | Temesi András Bp. Vasas                                                | 85,34 m   | Németh Miklós Bp. Vasas                                                      | 84,70 m   |
| kalapácsvetés          | Tamás Gábor Gödöllői EAC                                                  | 69,36 m    | Kovács Gábor Csepel SC                                                 | 68,14 m   | Encsi István Bp. Építők                                                      | 67,70 m   |
| tízpróba               | Kiss Árpád Újpesti Dózsa                                                  | 8005       | Hoffer József TFSE                                                     | 7595      | Adamik Zoltán TFSE                                                           | 7546 m    |
| maraton                | Szekeres Ferenc Csepel SC                                                 | 2:20:24,0  | Szekeres János Bp. Építők                                              | 2:21:35,0 | Homoki Vince Komlói Bányász                                                  | 2:27:20,0 |
| kis mezei futás (6 km) | Szekeres János Bp. Építők                                                 | 19:09,8    | Mayer József Nyíregyházi VSSC                                          | 19:25,2   | Szántó Tamás Debreceni MTE                                                   | 19:25,9   |
| mezei futás (12 km)    | Kispál László Komlói Bányász                                              | 38:33,8    | Fancsali András Újpesti Dózsa                                          | 38:48,6   | Szekeres Ferenc Csepel SC                                                    | 38:54,8   |
| csapat 20 km gyaloglás | Szálas János Dalmati János Angyalosi János Bp. Honvéd                     | 4:45:01,9  | Danovszky Ferenc Jung András Szálas Menyhért Bp. Építők                | 4:59:36,2 | Márton Attila Tolnai Tibor Hudi Rudolf Ganz-MÁVAG                            | 5:04:21,2 |
| csapat 50 km gyaloglás | Sátor László Dalmati János Daru Mihály Bp. Honvéd                         | 13:05:32,0 | Danovszky Ferenc Jung András Szálas Menyhért Bp. Építők                | 14:41:06  | Márton Attila Lányi Lajos Hudi Rudolf Ganz-MÁVAG                             | 15:01:30  |
| csapat maraton         | Szekeres János Fülöp József Vanek Gábor Bp. Építők                        | 7:31:58,0  | Sinkó György Póczos Gyula Jóni Géza Bp. Honvéd                         | 7:57:50   | Jenkei András Kovács Lajos Borkowsky Bernard MAFC                            | 8:25,02   |
| csapat kis mezei futás | Kozma Attila Báthori Gábor Szekeres János Bp. Építők                      | 17         | Pfeffer Ottó Hrenek János Gödöny István Ferencvárosi TC                | 31        | Zsinka András Zemen János Kiss Újpesti Dózsa                                 | 42        |
| csapat mezei futás     | Kispál László Bauer Attila Homoki Vince Komlói Bányász                    | 25         | Vincze István Papp János Kocsis László Diósgyőri VTK                   | 39        | Török János Wolford László Bucsuházi József SZEOL AK                         | 44        |

### Nők
| Versenyszám        | Arany                                                                        | Arany   | Ezüst                                                                        | Ezüst   | Bronz                                                                          | Bronz   |
| ------------------ | ---------------------------------------------------------------------------- | ------- | ---------------------------------------------------------------------------- | ------- | ------------------------------------------------------------------------------ | ------- |
| 100 m              | Orosz Irén Újpesti Dózsa                                                     | 11,67   | Juhász Erzsébet Szolnoki MÁV MTE                                             | 11,81   | Németh Ilona Újpesti Dózsa                                                     | 12,02   |
| 200 m              | Orosz Irén Újpesti Dózsa                                                     | 23,31   | Pál Ilona Hatvani Kinizsi                                                    | 23,77   | Juhász Erzsébet Szolnoki MÁV MTE                                               | 23,78   |
| 400 m              | Pál Ilona Hatvani Kinizsi                                                    | 52,87   | Tóth Éva Bp. Honvéd                                                          | 53,23   | Forgács Judit TFSE                                                             | 53,51   |
| 800 m              | Váczi Éva Csepel SC                                                          | 2:02,3  | Péley Bernadett Pécsi MSC                                                    | 2:03,3  | Lipcsei Irén Debreceni MVSC                                                    | 2:05,3  |
| 1500 m             | Lipcsei Irén Debreceni MVSC                                                  | 4:15,1  | Horváth Janka Haladás                                                        | 4:18,3  | Lázár Magdolna Debreceni MVSC                                                  | 4:18,8  |
| 3000 m             | Lázár Magdolna Debreceni MVSC                                                | 9:17,2  | Horváth Janka Haladás                                                        | 9:18,4  | Jakab Erzsébet Bp. Honvéd                                                      | 9:20,0  |
| 4 × 100 m          | Ilisz Mária Kósa Erika Németh Ilona Orosz Irén Újpesti Dózsa                 | 46,22   | Gyöngy Ibolya Juhász Erzsébet Sándor Erika Szűk Beáta Szolnoki MÁV MTE       | 46,93   | Zarnóczai Klára Petrika Ibolya Hrács Piroska Petrika Erzsébet Nyíregyházi VSSC | 47,21   |
| 4 × 200 m          | Hrács Piroska Petrika Ibolya Fazekas Ilona Petrika Erzsébet Nyíregyházi VSSC | 1:38,9  | Kósa Erika Baumann Gizella Németh Ilona Orosz Irén Újpesti Dózsa             | 1:39,5  | Tóth Éva Könye Irma Lukics Ildikó Ziegner Anikó Bp. Honvéd                     | 1:41,7  |
| 4 × 400 m          | Bányik Ildikó Németh Ilona Baumann Gizella Orosz Irén Újpesti Dózsa          | 3:41,6  | Forgács Judit Török Erzsébet Lájer Klára Fazekas Beáta TFSE                  | 3:44,8  | Bangó Éva Treiber Zita Varga Judit Göcze Andrea Haladás                        | 3:45,4  |
| 4 × 800 m          | Babinyecz Józsefné Schuszter Mária Czene Zsuzsa Váczi Éva Csepel SC          | 8:42,9  | Koleszár Éva Petrika Ibolya Kocsis Erzsébet Zarnóczai Klára Nyíregyházi VSSC | 8:55,0  | Taar Éva Boros Andrea Lázár Magdolna Lipcsei Irén Debreceni MVSC               | 9:01,7  |
| 100 m gát          | Papp Margit Csepel SC                                                        | 13,68 m | Baranyai Ildikó BEAC                                                         | 13,99   | Balogh Katalin Zalaegerszegi TE                                                | 14,12   |
| 400 m gát          | Mohácsi Éva Tatabányai Bányász                                               | 57,30   | Czene Zsuzsa Csepel SC                                                       | 59,67   | Benes Dorottya BVSC                                                            | 60,37   |
| magasugrás         | Mátay Andrea Újpesti Dózsa                                                   | 190 cm  | Éger Zsuzsa Bp. Építők                                                       | 180 cm  | Sámuel Edit Bp. Spartacus                                                      | 180 cm  |
| távolugrás         | Papp Margit Csepel SC                                                        | 657 cm  | Fazekas Bea TFSE                                                             | 639 cm  | Ziegner Anikó Bp. Honvéd                                                       | 632 cm  |
| súlylökés          | Armuth Edit Ferencvárosi TC                                                  | 16,73 m | Herth Hajnal Újpesti Dózsa                                                   | 15,36 m | Irányi Margit BVSC                                                             | 15,31 m |
| diszkoszvetés      | Csőke Katalin Csepel SC                                                      | 60,84 m | Pallay Sándorné Diósgyőri VTK                                                | 57,06 m | Herczegh Ágnes Csepel SC                                                       | 56,74 m |
| gerelyhajítás      | Fekete Viktória Újpesti Dózsa                                                | 59,68 m | Janák Mária Baja                                                             | 57,96 m | Sopuch Margit Zalaegerszegi TE                                                 | 54,62 m |
| ötpróba            | Czene Zsuzsa Csepel SC                                                       | 4238    | Csüri Zsuzsa TFSE                                                            | 4100    | Bodnár Bea Bp. Spartacus                                                       | 4005    |
| mezei futás (4 km) | Horváth Janka Haladás                                                        | 14:23,9 | Schaffner Antónia Soroksári VOSE                                             | 14:24,3 | Jakab Erzsébet Bp. Honvéd                                                      | 14:26,6 |
| csapat mezei futás | Schaffer Antónia Lombos Éva Bentóczky Judit Soroksári VOSE                   | 24      | Babinyecz Józsefné Schuszter Mária Váczi Éva Csepel SC                       | 37      | Péley Bernadett Mezei Mária Csősz Edit Pécsi MSC                               | 60      |

## Magyar atlétikai csúcsok
- fp. n. magasugrás 195 cm Vcs. Mátay Andrea Budapest 1. 31.
- fp. n. magasugrás 196 cm Vcs. Mátay Andrea Budapest 2. 27.
- fp. n. magasugrás 198 cm Vcs. Mátay Andrea Budapest 2. 27.